# Консерватории России
Консерватории в России — высшие музыкальные учебные заведения в России с пятилетним курсом обучения. Выпускают исполнителей, композиторов и музыковедов. В крупнейших консерваториях есть аспирантура и ассистентура.

## История
Первая русская консерватория должна была открыться в 1793 году в Екатеринославе.
Первыми высшими музыкальными учебными заведениями в Российской империи были Санкт-Петербургская консерватория, открытая Русским музыкальным обществом в 1862 году, и Московская консерватория, открытая также обществом в 1866 году. В 1906 году открыта Московская народная консерватория. Позднее открыты консерватории в 1912 году в Саратове, в 1913 — Одессе, в 1917 — Тифлисе, и других городах. До 1917 года консерватории включали младшие и старшие отделения.
В СССР консерватории функционировали почти во всех столицах союзных республик. После распада СССР многие из них переименованы в академии.

## Список консерваторий России
Приведены действующие консерватории по году основания.
| №  | Название                                                       | Город           | Год  | Примечания                                                                        | Источники         |
| -- | -------------------------------------------------------------- | --------------- | ---- | --------------------------------------------------------------------------------- | ----------------- |
| 1  | Санкт-Петербургская консерватория им. Н. А. Римского-Корсакова | Санкт-Петербург | 1862 | В СССР — Ленинградская ордена Ленина государственная консерватория.               | [ 1 ] [ 2 ] [ 3 ] |
| 2  | Московская консерватория им. П. И. Чайковского                 | Москва          | 1866 |                                                                                   | [ 1 ] [ 2 ] [ 3 ] |
| 3  | Саратовская консерватория им. Л. В. Собинова                   | Саратов         | 1912 |                                                                                   | [ 1 ]             |
| 4  | Волгоградская консерватория им. П. А. Серебрякова              | Волгоград       | 1917 |                                                                                   | [ 1 ]             |
| 5  | Уральская консерватория им. М. П. Мусоргского                  | Екатеринбург    | 1934 | До 1945 года — Свердловская государственная консерватория.                        | [ 1 ]             |
| 6  | Казанская консерватория им. Н. Г. Жиганова                     | Казань          | 1945 |                                                                                   | [ 1 ]             |
| 7  | Нижегородская консерватория им. М. И. Глинки                   | Нижний Новгород | 1946 | До 1990 года - Горьковская государственная консерватория                          | [ 1 ]             |
| 8  | Новосибирская консерватория им. М. И. Глинки                   | Новосибирск     | 1956 |                                                                                   | [ 1 ]             |
| 9  | Петрозаводская консерватория им. А. К. Глазунова               | Петрозаводск    | 1967 | Открыта в 1991 году. Основана в 1967 году как филиал Ленинградской консерватории. | [ 1 ]             |
| 10 | Ростовская консерватория им. С. В. Рахманинова                 | Ростов-на-Дону  | 1967 | Открыта в 1992 году. Основана в 1967 году как Музыкально-педагогический институт. | [ 1 ]             |
| 11 | Астраханская консерватория                                     | Астрахань       | 1969 |                                                                                   | [ 1 ]             |
| 12 | Магнитогорская консерватория им. М. И. Глинки                  | Магнитогорск    | 1993 |                                                                                   | [ 1 ]             |